# La Islilla Alta
La Islilla Alta es un caserío peruano ubicado en el distrito de Paita, perteneciente a la provincia homónima del departamento de Piura, al norte del Perú. 

## Ubicación
La Islilla Alta se ubica al oeste de la provincia de Paita, en el distrito homónimo, en el departamento de Piura.

## Demografía
En 2017 La Islilla Alta tenía una población de 181 habitantes.